# ルートII (ボサノバカサノバのアルバム)
『√2』（ルートツー）は、日本のバンド　ボサノバカサノバが2004年7月7日にリリースした7枚目のアルバムである。

## 収録曲
1. WANNA SHINE
2. 口紅
3. SHERRY 〜BOSSA NOVA STYLE〜
4. INTERLUDE
5. SUMMER RADIO SUMMER
6. NITE BOSE 〜黒い歯の男〜
7. ダンスでゴー
8. 針のない時計
9. あいのうた
10. CALLING YOU
11. 海まで
12. 夜桜